# 南浜通 (名古屋市)
南浜通（みなみはまとおり）は、愛知県名古屋市瑞穂区の地名。

## 地理
名古屋市瑞穂区北東端部に位置する。東は熱田東町、西から南は南区、北は明前町・内浜町に接する。

## 歴史

### 町名の由来
東熱田村（熱田東町）の字名に由来するという。

### 沿革
- 1960年（昭和35年）3月20日 - 瑞穂区太郎町・蒲田町の全域および豊本通・熱田東町の各一部により、同区南浜通として成立[4]。
- 1990年（平成2年）11月5日 - 内浜町・明前町にそれぞれ編入され消滅[4]。